# Ротуэлл, Чарльз
Чарльз Ро́туэлл (англ. Charles Rothwell; ноябрь 1874 — дата смерти неизвестна) — английский футболист, нападающий.

## Футбольная карьера
В августе 1893 года стал игроком английского клуба «Ньютон Хит» из Манчестера. Дебютировал за команду 2 декабря 1893 года в матче Первого дивизиона против «Эвертона» на стадионе «Бэнк Стрит». Это был его единственный матч в сезоне 1893/94 в «официальных» турнирах, также он провёл в том сезоне 1 матч в Большом кубке Ланкашира, 1 матч — в Большом кубке Манчестера, 3 матча — в Палатинской лиге, а также сыграл в трёх товарищеских матчах.
В сезоне 1894/95 провёл за клуб ещё 1 официальный матч (во Втором дивизионепротив «Порт Вейл»), отметившись в нём забитым мячом. Также провёл 1 матч в Большом кубке Манчестера и 1 матч — в Палатинской лиге.
В сезоне 1895/96 в основном составе официальных матчей не провёл, сыграв в двух товарищеских матчах, в которых забил 1 гол.
В сезоне 1896/97 забил 2 мяча в матче 3 квалификационного раунда Кубка Англии против клуба «Уэст Манчестер».
В общей сложности провёл за команду 3 матча и забил 3 мяча. Был любителем. Большую часть времени в клубе провёл, выступая за резервную команду «Ньютон Хит», где был капитаном.